# Segundo gabinete de Najib Razak
El segundo gabinete de Najib Razak asumió el 16 de mayo de 2013, después de que Najib prestara juramento para su segundo mandato como primer ministro de Malasia el 6 de mayo, un día después de las elecciones federales. Fue el decimonoveno gobierno de Malasia y el último de los gobiernos encabezados por la Organización Nacional de los Malayos Unidos durante su largo período de dominación política, entre 1955 y 2018, bajo la coalición Barisan Nasional.
Fue el primer gabinete que no contó con la participación de la Asociación China de Malasia (MCA), que formaba parte del gobierno desde 1955, y del Partido del Movimiento Popular Malasio (Gerakan), presente desde 1973. Ambos partidos declinaron unirse al gabinete después de su pésimo desempeño electoral. Sin embargo, regresaron al mismo el 25 de junio de 2014 durante una reorganización dirigida por Najib.
Esta es una lista de los miembros del segundo gabinete de Najib.

## Composición

### Ministros
| Ministerio                                                   | Ocupante                        | Partido            | Partido       | Circunscripción     | Inicio              | Final                   |
| ------------------------------------------------------------ | ------------------------------- | ------------------ | ------------- | ------------------- | ------------------- | ----------------------- |
| Primer ministro                                              | Najib Razak                     |                    | UMNO          | Pekan               | 6 de mayo de 2013   | 10 de mayo de 2018      |
| Vice primer ministro                                         | Muhyiddin Yassin                |                    | UMNO          | Pagoh               | 16 de mayo de 2013  | 29 de julio de 2015     |
| Vice primer ministro                                         | Ahmad Zahid Hamidi              | Bagan Datok        | UMNO          | 29 de julio de 2015 | 10 de mayo de 2018  |                         |
| Ministro del Departamento del Primer Ministro                | Shahidan Kassim                 |                    | UMNO          | Arau                | 16 de mayo de 2013  | 10 de mayo de 2018      |
| Ministro del Departamento del Primer Ministro                | Jamil Khir Baharom              | Jerai              | UMNO          |                     | 16 de mayo de 2013  | 10 de mayo de 2018      |
| Ministro del Departamento del Primer Ministro                | Idris Jala                      |                    | Independiente | Senador             | 16 de mayo de 2013  | 2 de septiembre de 2015 |
| Ministro del Departamento del Primer Ministro                | Abdul Wahid Omar                | 4 de junio de 2016 | Independiente | Senador             | 16 de mayo de 2013  |                         |
| Ministro del Departamento del Primer Ministro                | Paul Low Seng Kwan              | 10 de mayo de 2018 | Independiente | Senador             | 16 de mayo de 2013  |                         |
| Ministro del Departamento del Primer Ministro                | Nancy Shukri                    | 10 de mayo de 2018 |               | PBB                 | 16 de mayo de 2013  | Batang Sadong           |
| Ministro del Departamento del Primer Ministro                | Joseph Kurup                    | 10 de mayo de 2018 |               | PBRS                | 16 de mayo de 2013  | Pensiangan              |
| Ministro del Departamento del Primer Ministro                | Joseph Entulu Belaun            | 10 de mayo de 2018 |               | PRS                 | 16 de mayo de 2013  | Selangau                |
| Ministro del Departamento del Primer Ministro                | Wee Ka Siong                    | 10 de mayo de 2018 |               | MCA                 | Ayer Hitam          | 27 de junio de 2014     |
| Ministro del Departamento del Primer Ministro                | Mah Siew Keong                  |                    | Gerakan       | Telok Intan         | 27 de junio de 2016 | 27 de junio de 2014     |
| Ministro del Departamento del Primer Ministro                | Azalina Othman Said             |                    | UMNO          | Pengerang           | 29 de julio de 2015 | 10 de mayo de 2018      |
| Ministro del Departamento del Primer Ministro                | Abdul Rahman Dahlan             | Kota Belud         | UMNO          | 27 de junio de 2016 |                     | 10 de mayo de 2018      |
| Ministro de Funciones Especiales                             | Hishammuddin Hussein            |                    | UMNO          | Sembrong            | 12 de abril de 2017 | 10 de mayo de 2018      |
| Ministro de Finanzas                                         | Najib Razak                     |                    | UMNO          | Pekan               | 16 de mayo de 2013  | 10 de mayo de 2018      |
| Ministro de Finanzas                                         | Ahmad Husni Hanadzlah           | Tambun             | UMNO          | 27 de junio de 2016 | 16 de mayo de 2013  |                         |
| Ministro de Finanzas                                         | Johari Abdul Ghani              | Titiwangsa         | UMNO          | 27 de junio de 2016 | 10 de mayo de 2018  |                         |
| Ministro de Defensa                                          | Hishammuddin Hussein            |                    | UMNO          | Sembrong            | 16 de mayo de 2013  | 10 de mayo de 2018      |
| Ministro del Interior                                        | Ahmad Zahid Hamidi              |                    | UMNO          | Bagan Datok         | 16 de mayo de 2013  | 10 de mayo de 2018      |
| Ministro de Comercio Internacional e Industria               | Mustapa Mohamed                 |                    | UMNO          | Jeli                | 16 de mayo de 2013  | 10 de mayo de 2018      |
| Ministro de Comercio Internacional e Industria               | Ong Ka Chuan                    |                    | MCA           | Tanjong Malim       | 29 de julio de 2015 | 10 de mayo de 2018      |
| Ministro de Educación                                        | Muhyiddin Yassin                |                    | UMNO          | Pagoh               | 16 de mayo de 2013  | 29 de julio de 2015     |
| Ministro de Educación                                        | Idris Jusoh                     | Besut              | UMNO          |                     | 16 de mayo de 2013  | 29 de julio de 2015     |
| Ministro de Educación                                        | Mahdzir Khalid                  | Padang Terap       | UMNO          | 29 de julio de 2015 | 10 de mayo de 2018  |                         |
| Ministro de Recursos Naturales y Medio Ambiente              | Palanivel Govindasamy           |                    | MIC           | Cameron Highlands   | 16 de mayo de 2013  | 29 de julio de 2015     |
| Ministro de Recursos Naturales y Medio Ambiente              | Wan Junaidi Tuanku Jaafar       |                    | PBB           | 29 de julio de 2015 | 10 de mayo de 2018  |                         |
| Ministro de Territorios Federales                            | Tengku Adnan Tengku Mansor      |                    | UMNO          | Putrajaya           | 16 de mayo de 2013  | 10 de mayo de 2018      |
| Ministro de Transporte                                       | Hishammuddin Hussein (Interino) |                    | UMNO          | Sembrong            | 16 de mayo de 2013  | 27 de junio de 2014     |
| Ministro de Transporte                                       | Liow Tiong Lai                  |                    | MCA           | Bentong             | 27 de junio de 2014 | 10 de mayo de 2018      |
| Ministro de Agricultura e Industria Agroalimentaria          | Ismail Sabri Yaakob             |                    | UMNO          | Bera                | 16 de mayo de 2013  | 29 de julio de 2015     |
| Ministro de Agricultura e Industria Agroalimentaria          | Ahmad Shabery Cheek             | Kemaman            | UMNO          | 29 de julio de 2015 | 10 de mayo de 2018  |                         |
| Ministro de Salud                                            | Subrmaniam Sathasivam           |                    | MIC           | Segamat             | 16 de mayo de 2013  | 10 de mayo de 2018      |
| Ministro de Turismo y Cultura                                | Mohamed Nazri Abdul Aziz        |                    | UMNO          | Padang Rengas       | 16 de mayo de 2013  | 10 de mayo de 2018      |
| Ministro de Bienestar Urbano, Vivienda y Gobierno Local      | Abdul Rahman Dahlan             |                    | UMNO          | Kota Belud          | 16 de mayo de 2013  | 27 de junio de 2016     |
| Ministro de Bienestar Urbano, Vivienda y Gobierno Local      | Noh Omar                        | Tanjong Karang     | UMNO          | 27 de junio de 2016 | 10 de mayo de 2018  |                         |
| Ministro de Relaciones Exteriores                            | Anifah Aman                     |                    | UMNO          | Kimanis             | 16 de mayo de 2013  | 10 de mayo de 2018      |
| Ministro de Educación Superior                               | Idris Jusoh                     |                    | UMNO          | Besut               | 29 de julio de 2015 | 10 de mayo de 2018      |
| Ministro de Recursos Humanos                                 | Richard Riot Jaem               |                    | SUPP          | Serian              | 16 de mayo de 2013  | 10 de mayo de 2018      |
| Ministro de Comercio Interior, Cooperativas y Consumismo     | Hasan Malek                     |                    | UMNO          | Kuala Pilah         | 16 de mayo de 2013  | 29 de julio de 2015     |
| Ministro de Comercio Interior, Cooperativas y Consumismo     | Hamzah Zainudin                 | Larut              | UMNO          | 29 de julio de 2015 | 10 de mayo de 2018  |                         |
| Ministro de Desarrollo Rural y Regional                      | Shafie Apdal                    |                    | UMNO          | Semporna            | 16 de mayo de 2013  | 29 de julio de 2015     |
| Ministro de Desarrollo Rural y Regional                      | Ismail Sabri Yaakob             | Bera               | UMNO          | 29 de julio de 2015 | 10 de mayo de 2018  |                         |
| Ministro de Obras                                            | Fadillah Yusof                  |                    | PBB           | Petra Jaya          | 16 de mayo de 2013  | 10 de mayo de 2018      |
| Ministro de Ciencia, Tecnología e Innovación                 | Ewon Ebin                       |                    | UPKO          | Ranau               | 16 de mayo de 2013  | 29 de julio de 2015     |
| Ministro de Ciencia, Tecnología e Innovación                 | Wilfred Madius Tangau           | Tuaran             | UPKO          | 29 de julio de 2015 | 10 de mayo de 2018  |                         |
| Ministro de Energía, Tecnología Verde y Agua                 | Maximus Johnity Ongkili         |                    | PBS           | Kota Marudu         | 16 de mayo de 2013  | 10 de mayo de 2018      |
| Ministro de Industrias de Plantaciones y Productos Básicos   | Douglas Uggah Embas             |                    | PBS           | Betong              | 16 de mayo de 2013  | 12 de mayo de 2016      |
| Ministro de Industrias de Plantaciones y Productos Básicos   | Nancy Shukri (Interina)         | Batang Sadong      | PBS           | 12 de mayo de 2016  | 27 de junio de 2016 |                         |
| Ministro de Industrias de Plantaciones y Productos Básicos   | Mah Siew Kiong                  |                    | Gerakan       | Telok Intan         | 27 de junio de 2016 | 10 de mayo de 2018      |
| Ministro de la Mujer, la Familia y el Desarrollo Comunitario | Rohani Abdul Karim              |                    | PBS           | Batang Lupar        | 16 de mayo de 2013  | 10 de mayo de 2018      |
| Ministro de Juventud y Deportes                              | Khairy Jamaluddin Abu Bakar     |                    | UMNO          | Rembau              | 16 de mayo de 2013  | 10 de mayo de 2018      |
| Ministro de Comunicación y Multimedia                        | Ahmad Shabery Cheek             |                    | UMNO          | Kemaman             | 16 de mayo de 2013  | 29 de julio de 2015     |
| Ministro de Comunicación y Multimedia                        | Mohd Salleh Said                | Senador            | UMNO          | 29 de julio de 2015 | 10 de mayo de 2018  |                         |